# Trois Chapitres
L’affaire dite des Trois Chapitres (τρία κεφάλαια – tria kephalaia) s’inscrit dans les efforts de l' empereur Justinien pour réconcilier sur le plan religieux les parties orientale et occidentale de l'Empire romain en les persuadant que les décisions du concile de Chalcédoine (451) étaient conformes à la christologie de l’École d’Alexandrie. En 544, il publia un édit en trois chapitres, le premier condamnant Théodore de Mopsueste, les deux autres condamnant les écrits jugés pro-nestoriens de Théodoret de Cyr et la lettre adressée par l’évêque d’Édesse, Ibas, à Mari. Cet édit n’eut d’autre résultat que de mécontenter à la fois Rome, les milieux chalcédoniens et les monophysites. Devant l’échec de ses tentatives de persuasion, Justinien convoqua un concile œcuménique (le cinquième) qui, sous la pression de l’empereur, finit par condamner les Trois Chapitres. Toutefois, les décisions du concile provoquèrent une grande hostilité dans les provinces que Justinien venait de reconquérir, alors que les monophysites, plus divisés que jamais, campaient sur leurs positions.

## Toile de fond

### Le contexte politique

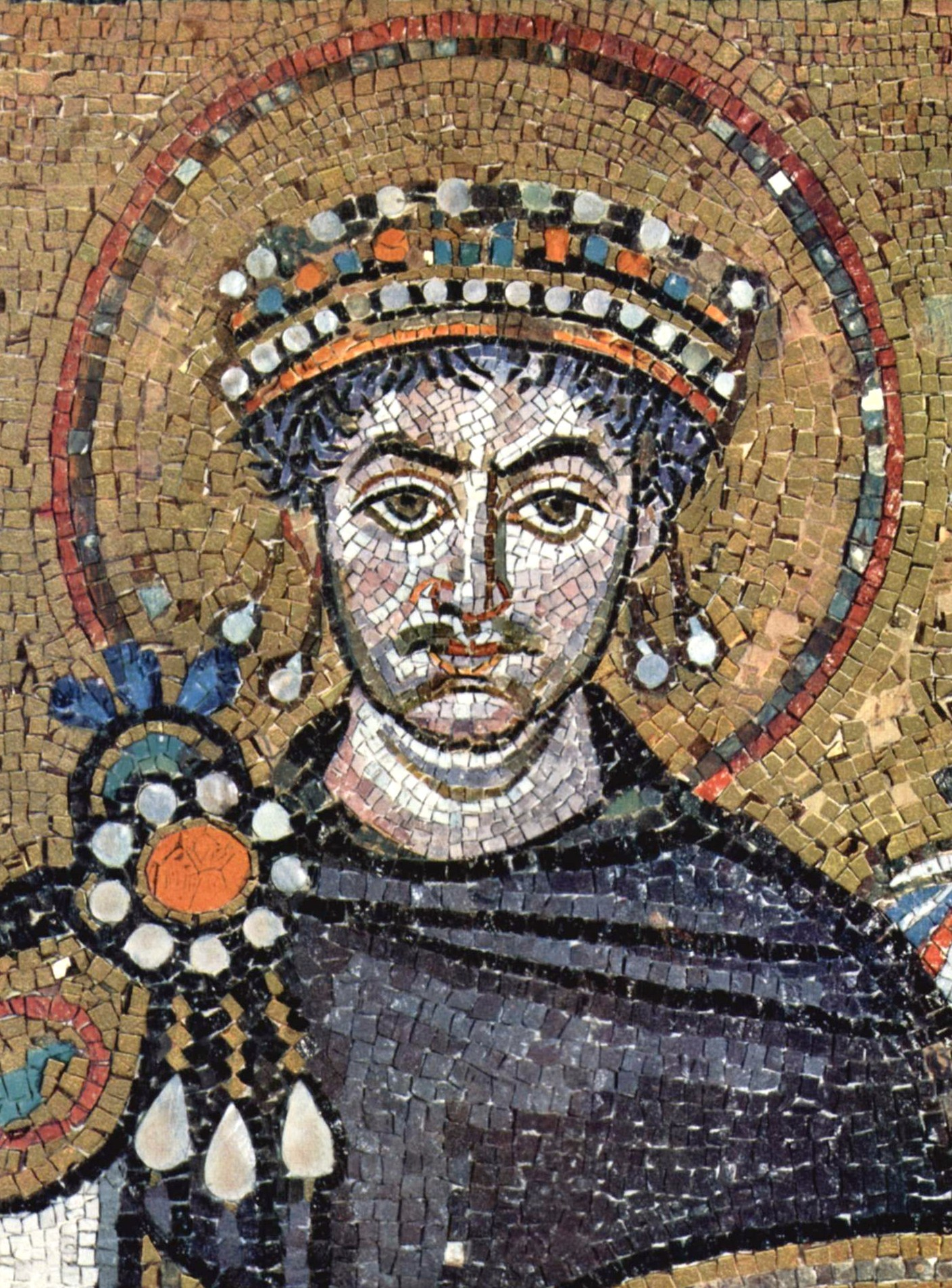
Justinien Ier. L'empereur tenta, mais en vain, de réconcilier la partie occidentale de son empire reconquise avec la partie orientale où régnait le monophysisme

Les premières années du règne de Justinien Ier s’avérèrent chaotiques. Peu après son avènement, il dut à l’étranger repousser les Perses qui avaient envahi la Mésopotamie, puis il mata à Constantinople la  sédition Nika, qui faillit le renverser. Six ans après son accession au trône, il put s’atteler à la tâche de ramener dans le giron de l’empire les provinces qui, à la suite des invasions, étaient devenues des royaumes germaniques : vandale en Afrique, ostrogoth en Italie et wisigoth en Espagne. Mais si les Goths faisaient preuve de tolérance à l’endroit des populations locales catholiques, les Vandales étaient fanatiques et persécutaient les Églises locales.
Les circonstances étaient favorables à ses desseins. En Afrique, le roi des Vandales, Hildéric, avait été détrôné par son cousin Gélimer. En juillet 533, Justinien envoya le général Bélisaire rétablir Hildéric sur le trône. Mal préparé, Gélimer se hâta de faire exécuter son rival, mais fut défait par Bélisaire devant Carthage. Dans un premier temps, Gélimer alla se réfugier chez les Maures du Mont Atlas, puis finit par se rendre : le royaume vandale avait duré 104 ans,.
En Italie, Théodoric, le grand roi des Ostrogoths, était mort en 526 et son petit-fils, Athalaric, mourut en 533. La régente, Amalasuntha, avait épousé Théodahat, son cousin, qui la fit exécuter moins d’un an après le mariage. Utilisant comme prétexte le meurtre de la reine, Justinien déclara la guerre au roi Théodahat en 535 et envoya Bélisaire en Italie. Ce dernier s’empara rapidement de la Sicile et marcha sur Rome où il fut assiégé par le roi Vitigès pendant près d’une année. Celui-ci, n’ayant pu réussir à prendre Rome, fut contraint de lever le siège et, poursuivi par Bélisaire, se réfugia dans sa capitale, Ravenne. Il dut capituler en 540 et fut envoyé à Constantinople. Il fut remplacé sur le trône par Totila, un brillant chef de guerre, qui reprit progressivement les villes conquises par Bélisaire. Pendant onze ans il réussit à tenir tête au général romain que Justinien finit par remplacer par le général Narsès. Celui-ci décida d’attaquer l’Italie par le nord et réussit à défaire et à tuer Totila à la bataille de Tagine (553),,,.
Pendant que s’achevait la reconquête de l’Italie, la guerre civile faisait rage en Espagne. Le roi Agila devait faire face à deux rébellions : celle de la population romaine de Cordoue et celle, beaucoup plus dangereuse, d’un autre prétendant, Athanagild. Ce dernier fit appel à l’empereur qui, en dépit de ses difficultés en Italie, ordonna qu’une petite force soit détachée de l’armée de Narsès sous les ordres du général Libérius. Débarquant sur la côte sud-est, celui-ci se rendit rapidement maître d’une série de villes côtières allant de Valence à Cadiz en passant par Cordoue. En 555 Agila fut assassiné par ses propres troupes. Devenu roi, Athanagild tenta d’inciter les Romains à partir, mais ceux-ci refusèrent et, grâce aux villes de la côte sud, des Baléares, de la Corse et de la Sardaigne déjà conquises par Bélisaire, disposèrent pendant plusieurs années d’une base solide en Méditerranée occidentale,,,.
La Méditerranée était redevenue ce qu’elle était sous Auguste : un « lac romain ».

### Le contexte religieux

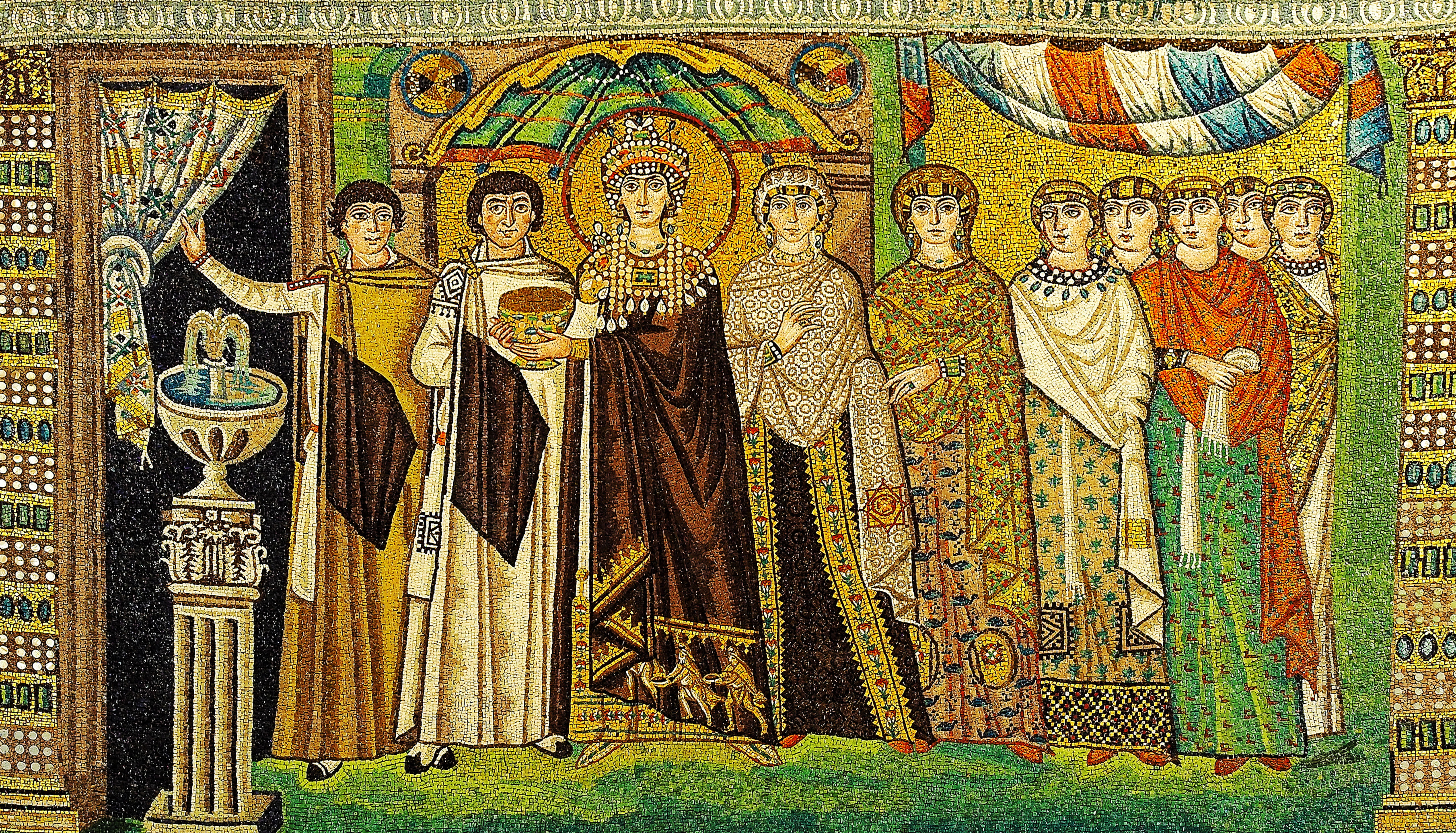
Épouse de Justinien Ier, Théodora soutint à de nombreuses occasions la cause monophysite.

Le concile de Chalcédoine en 451 avait mis un terme aux innombrables et interminables querelles des siècles précédents en décrétant que le Christ avait en son unique personne deux natures, humaine et divine, inséparablement unies. Il avait ainsi condamné le monophysisme d'Eutychès qui, en réaction contre le nestorianisme, affirmait que le Christ n'avait qu'une seule nature : la nature divine. Il avait également démis de sa charge le patriarche Dioscore d'Alexandrie, qui professait un monophysisme atténué, le miaphysisme. Cette dernière doctrine s'était cependant profondément établie en Égypte d'où elle s’était étendue à la Syrie et à la Palestine.
Or, l'Égypte était un pays conscient de son riche passé historique et culturel qu'il fallait traiter avec prudence en raison de son importance économique pour Constantinople. La capitale de l'empire, qui devait assurer chaque jour la subsistance d’environ 600 000 personnes, était située dans une région agricole assez pauvre et dépendait presque entièrement de l'Égypte pour son approvisionnement en grain. On estime à 27 000 000 modii l'approvisionnement annuel nécessaire (έμβολή) dont 4 000 000 étaient distribués gratuitement. En conséquence, le pays jouissait d’une large mesure d’autonomie aussi bien sur le plan politique, où le pouvoir demeurait entre les mains des riches propriétaires terriens, que sur le plan religieux où la langue copte adoptée pour la liturgie et l'ambition des patriarches d’Alexandrie, surnommés « pharaons » par plusieurs, donnaient au christianisme une coloration locale bien particulière.
Dans les autres provinces d’Orient, on avait réussi grâce à divers expédients à garder les communautés monophysites dans un calme relatif, jusqu’à ce que Théodose, patriarche monophysite d’Alexandrie en exil, décide en 543 de consacrer Théodore comme évêque d’Arabie et le moine charismatique syriaque Jacob Baradée comme évêque d’Édesse. Celui-ci se lança alors dans une activité missionnaire à travers la Syrie, la Palestine, la Mésopotamie et l’Asie mineure où il consacra à son tour une trentaine d’évêques et ordonna plusieurs milliers de prêtres, créant ainsi une hiérarchie parallèle et ravivant les flammes du fanatisme religieux et de l’instabilité dans ces provinces,,.

### Le dilemme de Justinien
L’empereur devait ainsi composer avec trois forces opposées. D’un côté, il devait éviter de s’opposer trop ouvertement aux miaphysites d’Orient pour ne pas se mettre l’Égypte à dos, mettant ainsi en danger l’approvisionnement de sa capitale, et pour ne pas risquer de voir les provinces de Syrie et de Mésopotamie s’allier avec la Perse voisine. D’un autre, il devait se rallier le pape, qui lui reprochait son inaction devant le schisme, et l’Italie où Totila risquait de remettre en question les gains de Bélisaire. Enfin, il devait contenter la population de Constantinople où certaines grandes familles étaient profondément attachées au concile de Chalcédoine, alors que d’autres, comme celles de l’ancien empereur Anastase et l’impératrice elle-même, étaient monophysites,,.

## La question monophysite

### Origine de la querelle
Au début du Ve siècle, Nestorius, un théologien d’Antioche devenu patriarche de Constantinople (428-431), affirmait que les éléments humain et divin étaient totalement distincts dans la personne de Jésus-Christ. Par conséquent, la vierge Marie avait donné naissance à un homme dont les attributs divins émanaient du Père. Cette vue avait été condamnée par le concile d’Éphèse en 431, sous la présidence du patriarche Cyrille d'Alexandrie (376-444), et la doctrine christologique éphesienne est définie dans le symbole d’Union, en 433.
En réaction au nestorianisme, une autre école, sous la direction du moine Eutychès, qui s’inspire de Cyrille d’Alexandrie et d’Apollinaire de Laodicée, prétendait que les natures divine et humaine du Christ étaient si unies qu’elles se confondaient. Cette école de pensée fut appelée « monophysisme » ou «[partisan] d’une (seule) nature ». Cette doctrine se heurta à la vive résistance de Flavien, patriarche de Constantinople, puis du pape Léon Ier (440-461), lequel, dans le Tome à Flavien, une lettre adressée au patriarche le 13 juin 449, réaffirma la doctrine de l'unicité de la personne du Christ dotée de deux natures distinctes. Le monophysisme d'Eutychès devait être formellement condamné lors du Concile de Chalcédoine tenu en 451 sur la rive du Bosphore opposée à Constantinople. L’Occident accepta sans difficulté les conclusions du concile, mais il n’en alla pas de même en Orient, dans les Églises d'Alexandrie et Antioche, qui refusèrent les décisions du concile. Le concile avait en effet, outre la condamnation d'Eutychès, déposé Dioscore, le successeur de Cyrille au patriarcat d'Alexandrie, et réduit les prérogatives du patriarcat d'Antioche.

### La politique des empereurs Zénon, Anastase et Justin (474-527)
En 482, pour ramener l'unité dans l'Église, l’empereur Zénon demanda au patriarche de Constantinople, Acace, de rédiger un compromis acceptable par les Églises de l'Orient. Zénon promulgua l’Henotikon, texte qui condamnait à la fois Nestorius et Eutychès, conformément aux décisions du concile de Chalcédoine, mais passait sous silence les définitions christologiques du Symbole de Chalcédoine de ce même concile. En 482, le pape Félix III condamna l’Henotikon, ce qui occasionna le "schisme dit d’Acace" entre les Églises de Rome et de Constantinople.
Son successeur, Anastase, était un monophysite convaincu qui ne put être couronné avant d’avoir signé une déclaration à l’effet qu’il respecterait les décrets du concile de Chalcédoine. Pendant la première partie de son règne, il maintint une prudente neutralité. Il écrivit même au pape pour engager le dialogue, mais sans résultat. Toutefois, sous son règne débuta la nomination de plusieurs prélats monophysites, dont Sévère, un brillant théologien qui devint patriarche d’Antioche en 512.
À son accession au trône en 518 Justin, un strict chalcédonien, revint à l’orthodoxie et, l’année suivante, le schisme d’Acace se réglait à la satisfaction de Rome et les empereurs Zénon et Anastase étaient déclarés anathèmes. Les évêques monophysites, dont Sévère, furent déposés et durent s’exiler en Égypte,,,.

### Les premières années de Justinien (527-543)
Profondément chrétien, Justinien était un prince chez qui « la notion d’Imperium romain se confondait avec celle d’œcoumène chrétienne. La victoire de la religion chrétienne n’était pas pour lui une mission moins sacrée que la restauration de la puissance romaine ». Dès 529, il fit fermer l’Académie d’Athènes où l’influence du paganisme néoplatonicien demeurait prépondérante et expulsa de l’aristocratie nombre de personnes éminentes convaincues de pratiques païennes, ordonnant de les exécuter. Face aux monophysites, il commença par continuer la politique de Justin, mais dès 531, conscient de la nécessité de réconcilier Orient et Occident, il se mit à chercher un terrain d’entente.

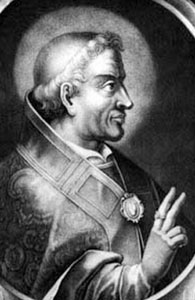
Envoyé par le roi des Goths pour plaider la cause des Ariens, le pape Agapet entra immédiatement en conflit avec le patriarche de Constantinople.

En 532, il invita six théologiens chalcédoniens et six théologiens monophysites de l’école de Sévère. À l’issue de leurs délibérations, il publia l’année suivante une confession de foi qu’il espérait acceptable par les deux parties. Celle-ci jetait l’anathème sur le nestorianisme et l’eutychianisme, mais ne faisait pas mention de la ou des natures du Christ, affirmant que « le Christ qui s’était incarné, fait homme et était mort sur la croix, était l’un d’une Trinité Sainte et Consubstantielle », formule qui fut approuvée par le pape Jean II en 534,.
L’année suivante vit l’élection de nouveaux patriarches à Alexandrie et Constantinople et d’un nouveau pape à Rome. Influencé par l’impératrice, Justinien permit l’élection de deux patriarches antichalcédoniens, Théodose à Alexandrie et Anthyme à Constantinople, mais le pape Agapet était, lui, chalcédonien.
Anthyme, qui avait été l’un des théologiens chalcédoniens des rencontres de 532, avait en fait dissimulé son penchant monophysite, et il ne tarda pas à le révéler, presque immédiatement après son élection. Envoyé en mission par le roi Théodahad peu après son arrivée à Constantinople, le pape Agapet, refusa d’entrer en relation avec le patriarche, ourdit sa déposition et put, avant sa propre mort (avril 536), consacrer un nouveau patriarche en la personne de Mennas, natif d’Alexandrie et directeur du grand hôpital de Constantinople,,.
Théodora tenta alors de faire élire comme pape le diacre Vigile qui avait accompagné Agapet à Constantinople et aurait promis de remettre Anthyme sur le trône patriarcal et de rétablir le monophysisme. Mais avant que celui-ci eût regagné Rome, Silvère, fils que le pape Hormisdas avait eu avant de recevoir les ordres, fut élu avec l’appui de Théodahad. Bélisaire s’étant emparé de Rome, Silvère fut accusé de trahison au profit des Goths et déposé au profit de Vigile, et il finit par être exilé par ce dernier dans l'île de Palmaria où il mourut ,.
L’élection de 535 mit au jour les divisions qui avait commencé à toucher l’Église monophysite. Sévère, qui représentait la tendance traditionnelle du monophysisme, s’était brouillé en Égypte avec l’un de ses anciens alliés, plus radical que lui, Julien d’Halicarnasse qui, contrairement à lui, enseignait que le corps du Christ, comme celui d’Adam avant la faute originelle, était exempt de corruption (άϕθαρτος, aphthartos). Un parti se forma en Égypte et, lorsqu’il fallut nommer un nouveau patriarche à Alexandrie, les « julianistes » choisirent Gaianos, tandis que les « séveriens », soutenus par Théodora, firent élire Théodose. Face aux troupes impériales envoyées à la demande de Théodora, Gaianos ne put garder son trône que 104 jours avant d’être déporté en Sardaigne. Théodose put alors en prendre possession et nommer une série d’évêques fidèles à la doctrine monophysite modérée.
Cependant, en mai 536, un synode eut lieu à Constantinople sous la présidence du patriarche Mennas qui excommunia et déclara hors-la-loi Sévère d'Antioche ; celui-ci, emprisonné, put s'échapper grâce à l'impératrice Théodora et se réfugier en Égypte. Aucun représentant égyptien n'était présent au synode de Mennas. À la fin de l'année 536, Théodose fut convoqué à Constantinople par l'empereur Justinien ; refusant de renier ses convictions « sévériennes », il fut déclaré hérétique, déposé et envoyé en exil, avec plusieurs autres monophysites, après seulement dix-sept mois d’exercice de ses fonctions. Il put ensuite revenir à Constantinople, avec l'ancien patriarche Anthime de Constantinople, en étant discrètement logé dans un palais par Théodora.
C’est là qu’en 543, il consacra Jacob Baradée, dit « le Déguenillé », un moine charismatique syriaque originaire de Mésopotamie, comme évêque d’Édesse à la demande de l’impératrice Théodora. De plus, celle-ci ayant accepté la requête du roi Ghassanide Harith (dont la collaboration était nécessaire pour assurer la stabilité de cette région) d’envoyer un évêque pour son peuple, elle demanda à Théodose de consacrer un certain Théodore comme évêque d’Arabie. Baradée vivait à Constantinople, peut-être protégé par l’impératrice Théodora, et n’avait que peu de chances de regagner son diocèse où résidait déjà un évêque légitime chalcédonien. Aussi Jacob se lança-t-il dans une activité missionnaire qui le conduisit partout en Syrie, en Palestine, en Mésopotamie et en Asie mineure où il consacra à son tour une trentaine d’évêques et ordonna plusieurs milliers de prêtres, créant ainsi une hiérarchie parallèle et ravivant les flammes du fanatisme religieux,,. Le zèle et le talent d’organisation de Baradée eurent tôt fait de restaurer l’Église monophysite (qui prit le nom de Jacobite en Syrie) et sa hiérarchie au point d’inquiéter la hiérarchie chalcédonienne. En 546, le patriarche orthodoxe d’Alexandrie dut même fuir la ville,,.

## Les Trois Chapitres
Écartelé entre l’Occident qui réclamait des mesures contre les monophysites et l’Orient où les discours incendiaires de Baradée faisaient rage, Justinien sentait qu’il lui fallait agir. Sur les conseils des partisans d’Origène, influents à la cour et détestant les écrits de Théodore de Mopsueste, Justinien décida d’esquiver le problème en condamnant non pas les monophysites, mais les nestoriens, détestés aussi bien par les orthodoxes que par les monophysites et qui, après l’anathème de 431 avaient fui en Perse où ils ne pouvaient nuire à l’empire,,.
Au début de 544, il fit publier un édit qui condamnait non pas l’hérésie elle-même, mais trois de ses manifestations : la personne et les écrits du maitre de Nestorius, Théodore de Mopsueste, certains écrits de Théodoret de Cyr et une lettre d’Ibas d’Édesse à Maris. L’édit lui-même ne nous est pas parvenu, mais les trois anathèmes qu’il devait contenir furent appelés « Trois Chapitres ». Bientôt toutefois, l’expression fut interprétée comme s’appliquant non pas aux anathèmes, mais aux écrits concernés. La faille de la manœuvre de Justinien résidait dans le fait que Théodore était mort en communion avec l’Église, alors que l’enseignement des deux autres, quoique critiqué par le concile de Chalcédoine, avait été accepté par ce concile. Condamner ces écrits constituait par conséquent une attaque indirecte contre le concile lui-même.

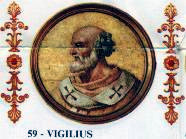
Le pape Vigile fut arrêté sur l'ordre de Justinien en 545

Habitué à gouverner aussi bien l’empire que l’Église, Justinien s’attendait à ce que les patriarches se rallient à son opinion théologique. Mais les monophysites accueillirent froidement le document, n’y trouvant pas la condamnation attendue des doctrines de Chalcédoine. Chez les orthodoxes, si les patriarches d’Alexandrie, d’Antioche et de Jérusalem signèrent effectivement le document, Menas, patriarche de Constantinople, fit dépendre son accord du pape Vigile à Rome. Or, l’édit impérial avait jeté l’émoi à Rome où l’on considérait que Justinien allait au-delà du concile de Chalcédoine et faisait des concessions à une doctrine égyptienne détestée. Le patriarche romain, qui s’apprêtait à faire face au siège de Totila, s’abstint donc de signer. Peu disposé à faire preuve de patience à l’endroit de quelqu’un qui lui devait son « élection », Justinien fit arrêter Vigile en novembre 545. Ce dernier, probablement soulagé d’échapper au siège de la ville, passa l’année 546 dans une résidence impériale de Sicile d’où il organisa des secours pour Rome avant d’arriver à Constantinople en janvier 547,,.
Il y fut reçu avec les plus grands égards par Justinien en personne qui, sans perdre de temps, commença à exercer les pressions qui lui étaient habituelles. Le pape, qui, comme la plupart des évêques latins, ne parlait pas le grec et n’avait donc probablement jamais lu les écrits en question, se trouvait pris dans un dilemme. Condamner les Trois Chapitres risquait de lui valoir la désapprobation du clergé d’Occident dont l’appui lui était essentiel; mais il ne pouvait non plus risquer le désaveu de l’empereur et surtout de l’impératrice, à qui il devait sa position. Il céda donc le 29 juin 547, se réconcilia avec le patriarche Menas et remit à Justinien un texte condamnant les Trois Chapitres, texte qui devait toutefois rester secret jusqu’à ce qu’il ait pu organiser un synode pour scruter les écrits en question. Ce synode réunit soixante-dix évêques, occidentaux pour la plupart, qui ne s’étaient pas ralliés à la position impériale. Tout alla bien jusqu’à ce que Facundus, évêque d’Hermiane en Afrique, apporte la preuve que le concile de Chalcédoine avait bel et bien accepté la lettre d’Ibas d’Édesse. Sentant le synode lui échapper, le pape mit fin aux travaux annonçant un vote secret un peu plus tard. Ceci permit de mettre la pression sur les autres évêques, si bien que Facundus fut le seul à voter en faveur des Trois Chapitres. Le 11 avril 548, le pape publiait le Judicatum à l’intention du patriarche Menas qui condamnait les Trois Chapitres et réaffirmait l’adhésion papale aux décisions du concile de Chalcédoine,,.
C’était sous-estimer l’opposition des évêques d’Occident : le clergé de Dalmatie rejeta le Judicatum, celui de Dacie déposa son primat, Benenatus, archevêque de Justiniana Prima, alors que celui écrivit de Gaule au pape pour demander des explications. Quant au clergé d’Afrique réuni en concile en 550, non seulement il rejeta le Judicatum, mais il rompit avec le pape. À Constantinople même, un mouvement d’opposition se forma et l’évêque Facundus écrivit un imposant ouvrage, « À la défense des Trois Chapitres »,,.
Au mois de juin, l’impératrice Théodora mourut. Ceci porta un dur coup aux monophysites qu’elle avait toujours appuyés tout en se gardant de s’opposer ouvertement à son époux; en même temps les opposants commencèrent à relever la tête et le pape Vigile à reprendre courage. Pragmatique, Justinien rendit au pape l’original du Judicatum, non sans lui avoir fait auparavant prêter serment par écrit qu’il ferait tout en son pouvoir pour faire condamner les Trois Chapitres,,.
Une autre avenue restait à explorer, celle d’un concile œcuménique. Maintenant âgé de près de soixante-dix ans et se passionnant de plus en plus pour la théologie sous la gouverne du théologien Théodore Ascidas, Justinien prépara le terrain en publiant un long traité définissant les principes de base du christianisme et se terminant par une nouvelle condamnation des Trois Chapitres. Sur quoi,  le pape réunit tous les évêques d’Orient et d’Occident présents à Constantinople, lesquels condamnèrent l’édit impérial. Puis, sentant que sa sécurité était menacée, il alla se réfugier une première fois à l’église des Saints-Pierre-et-Paul, près du palais où il habitait. Rassuré sur les intentions de l’empereur par Bélisaire lui-même, il retourna à son palais. Mais sachant que sa position était compromise auprès du clergé d’Occident, il décida le 23 décembre 551 de se distancer de l’empereur en cherchant refuge, cette fois-ci, à l’église de Sainte-Euphémie où, cent ans auparavant, s’étaient tenues les sessions du concile de Chalcédoine. Il y rédigea une « encyclique » dans laquelle il réfutait les accusations de Justinien et excommuniait le patriarche Menas. Des négociations s’ensuivirent qui durèrent jusqu’en juin, alors que Justinien envoya le patriarche, son maître Théodore Ascidas et les autres évêques excommuniés s’excuser auprès du pape. On convint d’annuler les déclarations des deux côtés, y compris l’édit impérial controversé,,,.

## LeVeconcile œcuménique

### Le concile
Au mois d’août 552, le patriarche Menas s’éteignit et Justinien nomma immédiatement à sa place le moine Eutychès, fils de Bélisaire, qui remplaçait l’évêque d’Amesia malade. Le pape n’assista pas à la consécration. À la même période, Narsès, qui avait remplacé Bélisaire à la tête des armées impériales en Italie, réussit à défaire Totila, réduisant la nécessité pour Justinien de tenir compte de l’Italie.
Les circonstances lui étant favorables, Justinien put convoquer le Ve concile œcuménique qui se réunit le 5 mai 553 à Sainte-Sophie. Justinien évita de se présenter en personne, mais, lors de la première session, fit lire aux évêques présents une lettre où il leur rappelait qu’ils avaient déjà condamné les Trois Chapitres. Le pape s’abstint également d’assister aux débats, les évêques d’Occident ayant été invités trop tard pour arriver en temps: 168 évêques participèrent au concile dont seulement 11 d’Occident, 9 de ceux-ci venant d’Afrique. L’issue des discussions ne faisait aucun doute et, réalisant que Justinien avait gagné la partie, le pape signa le 14 mai un document, le Constitutum, qui condamnait certains passages des écrits de Théodore de Mopsueste sans condamner directement l’ensemble des Trois Chapitres. Insatisfait, Justinien envoya aux évêques les originaux de la déclaration secrète signée quelques mois auparavant par le pape, auquel il attacha un décret déclarant que, par sa conduite, le pape s’était lui-même placé hors de l’Église. Le 26 mai, le concile endossait la position de l’empereur et condamnait le pape. Vaincu et humilié, Vigile capitula et en décembre, dans une lettre au patriarche Eutychès, il confirmait l’anathème sur les Trois Chapitres. En février 555, il publia un deuxième Constitutum condamnant cette fois l’ensemble des Trois Chapitres. N’étant plus d’utilité pour l’empereur, il reçut la permission de regagner Rome. Gravement malade, il dut demeurer encore une année à Constantinople avant d’entreprendre le voyage. À bout de force, il mourut alors qu’il était encore à Syracuse,,,.
Le Ve concile ne régla pas la question monophysite. Au contraire, il en ressortit trois versions de l’orthodoxie : l’orthodoxie romaine en Occident, le monophysisme orthodoxe représenté par une nouvelle hiérarchie venant principalement des monastères et, entre les deux, l’orthodoxie de Constantinople.

### Le pape Pélage succède à Vigile

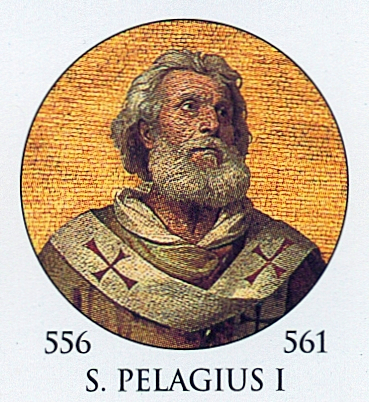
Le pape Pélage Ier, successeur de Vigile Ier

Avec la mort de Vigile, Justinien devait choisir un nouveau pape, choix difficile puisque la plupart des évêques d’Occident étaient opposés à sa politique et que la nomination d’un évêque d’Orient aurait pu provoquer un schisme. Justinien offrit donc la papauté au diacre Pélage, représentant de la noblesse romaine, ancien nonce du pape à Constantinople qui venait tout juste de publier une défense des Trois Chapitres. La condition était évidemment que celui-ci change sa position et condamne les Trois Chapitres. Pélage accepta, ce qui lui valut l’hostilité de la population de Rome et ce n’est qu’escorté par les armées de Narsès qu’il put rentrer dans la ville. Il fut sacré évêque de Rome le jour de Pâques 556 par deux évêques et un presbyte, les trois évêques nécessaires n’ayant pu être trouvés. Dans sa profession de foi adressée aux chrétiens du monde, il réaffirma la validité du Deuxième concile de Constantinople. Il reconnut toutefois que la condamnation des personnes de Théodore, Théodoret et d'Ibas était regrettable d'un point de vue prudentiel, mais qu'elle était non moins légitime car leurs écrits incriminés étaient effectivement erronés. Pélage souligna cependant qu'aucun décret du concile de Chalcédoine n'affirmait l'orthodoxie des Trois chapitres; ainsi, le pape s'efforça de dissiper l'idée d'une remise en cause du concile de Chalcédoine par le Deuxième concile de Constantinople. Ce ne fut pas assez pour convaincre les évêques de Milan et d’Aquilée qui firent sécession, ce dernier schisme se perpétuant jusqu’à la fin du VIIe siècle,,.

## La suite des évènements

### Les dernières tentatives de Justinien
Le concile de 553 avait complètement échoué dans sa tentative de réconcilier partisans et opposants au concile de Chalcédoine. Ses décrets n’eurent aucun effet sur les monophysites d’Égypte et de Syrie, alors que les méthodes de coercition utilisées par Justinien lui aliénèrent la sympathie des provinces de Gaule et d’Espagne,.
Ayant constaté cet échec, Justinien fit une ultime tentative pour réconcilier les monophysites et le concile de Chalcédoine. Il crut avoir trouvé la solution dans la doctrine du monophysite extrémiste Jean d’Halicarnasse (voir plus haut), selon lequel le corps du Christ étant incorruptible, celui-ci ne pouvait ni souffrir ni pécher, doctrine connue sous le nom d’aphthartodocétisme. Au début de 565, il publia un édit dans lequel il endossait à la fois le concile de Chalcédoine et l’aphthartodocétisme. Jean d’Halicarnasse et ses disciples composant une faction dissidente du monophysisme, ceci ne fut pas accepté par la branche principale, pas plus que par les partisans du concile de Chalcédoine qui y voyaient une limitation abusive de l’humanité du Christ. Ayant refusé d’endosser cette doctrine, le patriarche Eutychius de Constantinople fut déposé. De même, Anastase d’Antioche s'opposa à l'édit de l'empereur, publia une déclaration argumentant contre lui, et fut sur le point d'être déposé.
Le remplaçant de Jean III le Scholastique affirma prudemment qu’il ne pouvait y adhérer avant que les autres patriarches n’aient signifié leur adhésion. Ceux-ci auraient certainement fini par être déposés, mais Justinien mourut en novembre 565, ce qui annula la procédure,,,.

### La politique de Justin II

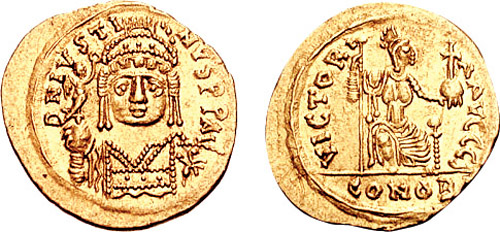
Justin II, neveu et successeur de Justinien, tenta de continuer la politique de réconciliation de son prédécesseur. Il en vint progressivement à se retourner contre les monophysites

Son successeur, Justin II, qui comme son épouse Sophie, avait été monophysite dans sa jeunesse et ne s’était converti que par raison d’État, commença son règne en tentant de maintenir le dialogue. Il libéra les évêques emprisonnés et fit revenir dans leurs diocèses les exilés. Des dissensions au sein de la communauté monophysite permettaient à l’empereur de croire qu’il pouvait se gagner l’élément traditionnel de cette communauté. Justin entreprit donc des négociations avec leur patriarche, Théodose, puis, après sa mort, organisa des discussions théologiques qui regroupaient des chalcédoniens, les monophysites traditionnels et des factions sécessionnistes. En 567 il promulgua un décret dans lequel, sans mentionner le concile de Chalcédoine, il énumérait les points sur lesquels on pouvait croire que tous s’entendaient. Bien que nombre de moines monophysites de Syrie aient rejeté le décret, la hiérarchie monophysite conduite par Jacob Baradée s’y rallia. Ceci permit à Justin de publier en 571 un édit d’union auquel les évêques monophysites traditionnels donnèrent leur accord, édit qui fut rejeté par leurs fidèles. À la suite de cet échec, son attitude changea radicalement pendant que son état de santé mentale se détériorait. L’empereur fit mettre en prison les évêques monophysites, rendit la doctrine hors-la-loi et abandonna tout effort de réconciliation,,.
Les Églises monophysites quant à elles se divisèrent. Des sectes comme les trithéistes firent leur apparition. La division s’installa entre les patriarches monophysites d’Antioche et d’Alexandrie, division qui se perpétua sous les règnes suivants. Ce n’est qu’à la fin du XXe siècle que, l’œcuménisme aidant, théologiens orthodoxes et monophysites convinrent d’oublier les divisions créées par le concile de Chalcédoine.

## Chronologie des évènements
449	Refus de présentation au 2e concile d’Éphèse du Tome à Flavien, lettre dogmatique du pape Léon Ier à l’archevêque de Constantinople qui élabore les fondements de la christologie orthodoxe.
451	Concile de Chalcédoine qui condamne en particulier le monophysisme d'Eutychès sur la base du Tome à Flavien.
482	L’empereur Zénon promulgue l’Henotikon qui passe sous silence les définitions christologiques du concile de Chalcédoine. Début du schisme des Acaciens et rupture entre les Églises de Rome et d'Orient.
512	Sévère, chef des monophysites, est nommé patriarche d’Antioche.
518	Un synode réuni à Constantinople condamne Sévère qui quitte Antioche pour l’Égypte.
L'empereur Anastase écrit au pape Hormisdas pour le presser de venir à Constantinople, sans résultat. L’empereur Justin reprend contact avec Rome et met fin au schisme acacien.
519	L’empereur Justin proclame l’union avec Rome.
526	Le pape Jean Ier, envoyé par Théodoric, roi arien, se rend à Constantinople (première visite d’un pape à Constantinople).
527	Justinien, bras droit de Justin, devient empereur.
532	Justinien organise des discussions entre théologiens monophysites et chalcédoniens sans résultat.
533	Justinien publie un édit qui est une confession de foi de tendance chalcédonienne, mais qui ne mentionne pas le Tome de Léon.
535	Anthyme, un monophysite, est nommé nouveau patriarche de Constantinople.
535	Décès de Sévère, patriarche d’Antioche; Théodora fait élire Théodose. Celui-ci doit fuir après quelques mois et s’installe à Constantinople.
536	(fév. ou mars) Le pape Agapet se rend à Constantinople pour plaider la cause des Goths; le patriarche monophysite Anthyme se retire et est remplacé par Menas qui est consacré par le pape.
536	(avril) Le pape Agapet meurt à Constantinople; Silvère est élu en juin 536.
536	Un concile excommunie Sévère et Anthyme et ordonne que les livres de Sévère soient brûlés.
537	Justinien et Théodora font déposer le pape Silvère accusé de trahison et le font remplacer par le pape Vigile.
542 ou 543 Théodose d’Alexandrie, en exil à Constantinople, consacre deux évêques monophysites (naissance de l’Église jacobite de Syrie).
544	Premier édit de Justinien condamnant les Trois Chapitres.
545	(nov) Le pape est arrêté sur ordre de l’empereur alors que Totila s’apprête à mettre le siège devant Rome.
547	Après un long arrêt en Sicile, le pape Vigile arrive à Constantinople. À la suite d'une réunion cordiale avec Justinien (25 janvier), il excommunie le patriarche Menas et les évêques qui appuient l’édit.
547 	(juin) Le pape se réconcilie avec le patriarche et écrit une lettre secrète à Justinien et Théodora indiquant qu’il était d’accord personnellement avec l’édit impérial, mais craignait une réaction défavorable de Rome.
548	(avril) « Judicatum » du pape cédant aux instances de Justinien et souscrivant à la condamnation des Trois Chapitres.
548 	(juin) Mort de l’impératrice Théodora; le pape Vigile reprend courage.
549	À l’Ouest, spécialement en Dalmatie, l’hostilité se fait plus ouverte face au Judicatum.
550	Un synode des évêques d’Afrique excommunie le pape et écrit à Justinien. Rétractation par le pape du Judicatum.
551	Deuxième édit de Justinien condamnant les Trois Chapitres; le pape Vigile excommunie à nouveau le patriarche Menas et se réfugie à l’église Saints-Pierre-et-Paul. Justinien ordonne sans succès l’arrestation du pape. Le 24 décembre, le pape se réfugie à l’église Sainte Euphémie.
552	Décès du patriarche Menas; Justinien le remplace immédiatement par le moine Eutychès; le pape n’assiste pas à la consécration.
553	(mai) Le Ve concile œcuménique condamne les Trois Chapitres; le pape s’abstient de participer aux débats.
553	(déc) Le pape écrit au patriarche pour lui signifier qu’il a décidé de condamner les Trois Chapitres.
554	(13 aout) À la demande du pape, Justinien promulgue la « Pragmatique Sanction » qui règle les affaires d’Italie et permet aux évêques et aux « notables » d’Italie de nommer les gouverneurs de province.
555	(fév.) Le pape émet un second document (le Constitutum) condamnant clairement cette fois les Trois Chapitres.
555	(juin) Sur le chemin du retour à Rome, le pape Vigile meurt en Sicile; Pélage est élu pape.
556	Le pape Pélage publie une profession de foi qui abandonne toute condamnation des Trois Chapitres et met en doute le caractère œcuménique du Ve concile.
565	Décès de Justinien ; arrivée au pouvoir de Justin II ; les Églises monophysites se divisent.

#### Sources primaires
- Évagre le Scholastique. Ecclesiastical History, A History of the Church in Six Books, from AD 431 to AD 594. Édition numérique (consultée le 13 septembre 2012). (Une version chalcédonienne de l’histoire de l’Église).
- Jean d'Éphèse. The Third Part of the Ecclesiastical History of John, Bishop of Ephesus. Édition numérique Google (consultée le 13 septembre 2012). (Une version monophysite de l’histoire de l’Église; seul le volume III est conservé)
- (en) Procope de Césarée, Secret history, Ann Arbor, University of Michigan Press, 1994 (ISBN 0-472-08728-2).

#### Sources secondaires
- Bacchus, Francis Joseph. « Three Chapters ». The Catholic Encyclopaedia. Vol. 14. New York, Robert Appleton Company, 1912. Retrieved 6 septembre 2012. « lire en ligne ».
- Robert Browning, Justinian and Theodora, New York, N.Y, Thames and Hudson, 1987 (ISBN 0-500-25099-5)
- (en) Averil Cameron, Procopius and the sixth century, London New York, Routledge, 1996, 297 p. (ISBN 0-415-14294-6).
- (en) J. A. S. Evans, The age of Justinian : the circumstances of imperial power, London New York, Routledge, 1996, 345 p. (ISBN 0-415-02209-6).
- (en) A. H. M. Jones, The later Roman Empire, 284-602 : a social economic and administrative survey, vol. 1, Baltimore, Md, Johns Hopkins University Press, 1986 (1re éd. published by Basil Blackwell Ltd, 1964) (ISBN 0-8018-3353-1).
- (en) John Meyendorff, Byzantine theology : historical trends and doctrinal themes, New York, Fordham University Press, 1979, 243 p. (ISBN 0-8232-0967-9).
- (en) John Moorhead, Justinian, London New York, Longman, 1994, 202 p. (ISBN 0-582-06304-3).
- Cécile Morrisson (dir.), Le monde byzantin. 330-641, vol. 1 : L’Empire romain d’Orient (330-641), Paris, Presses universitaires de France, 2004, 486 p. (ISBN 2-13-052006-5).
- (en) John Julius Norwich, Byzantium : The Early Centuries, New York, Knopf Distributed by Random House, 1989, 407 p. (ISBN 0-394-53778-5).
- (en) Charles W.C. Oman, The Byzantine Empire, Yardley, Penn, Westholme Pub, 2008, 364 p. (ISBN 978-1-59416-079-0).
- (en) Warren Treadgold, A history of the Byzantine state and society, Stanford, Calif, Stanford University Press, 1997, 1019 p. (ISBN 0-8047-2630-2, lire en ligne).